# 宮古地区医師会
一般社団法人宮古地区医師会（いっぱんしゃだんほうじんみやこちくいしかい）は、沖縄県宮古島市の医師を会員とする法人。

## 本部所在地
沖縄県宮古島市平良字東仲宗根807-5 2F